# Sylacauga (Alabama)
Sylacauga – miasto w Stanach Zjednoczonych, w stanie Alabama, w hrabstwie Talladega.

## Demografia
Według spisu w 2020 roku liczy 12 578 mieszkańców. W roku 2023 liczba mieszkańców spadła do 12 216 osób, a gęstość zaludnienia do 230,9 osoby/km².